# Aeroporto de Gunsan
Aeroporto de Gunsan é um aeroporto localizado em Gunsan, Coreia do Sul (IATA: KUV, ICAO: RKJK). Em 2007, 133.242 passageiros utilizaram o aeroporto.
Junto ao aeroporto fica localizada a Base Aérea de Kunsan, pertencente à Força Aérea dos Estados Unidos.